# Thomas Wyllie
Thomas G. Wyllie (5 tháng 8 năm 1872 - 28 tháng 7 năm 1943) là một cầu thủ bóng đá người Scotland, chơi cho Rangers và đại diện cho Scotland thi đấu quốc tế một lần.